# Johann Kalb (Politiker)
Johann „Hans“ Kalb (* 20. Januar 1960 in Buttenheim) ist ein deutscher Kommunalpolitiker (CSU) und ist seit 1. Mai 2014 Landrat des Landkreises Bamberg.

## Ausbildung
Johann Kalb ist das älteste von vier Kindern des Kohlenhändlers Hans Kalb und seiner Ehefrau Theresia.
Nach der Grundschule in Buttenheim besuchte er ab 1970 das Bamberger Franz-Ludwig-Gymnasium, das er 1979 mit dem Zeugnis der allgemeinen Hochschulreife verließ. Während seiner Gymnasialzeit wohnte er im von Franziskanern betreuten Schülerwohnheim Antonianum. 
Den Grundwehrdienst leistete Kalb in Regensburg ab. Im Anschluss studierte er an der Universität Erlangen Rechtswissenschaften. Dort legte er 1986 das erste Staatsexamen ab. Nach dem Referendariat am Oberlandesgericht Bamberg und zweitem Staatsexamen folgte 1989 die Zulassung zum Rechtsanwalt.

## Politische Laufbahn
Von 1990 bis 2014 war Johann Kalb Bürgermeister des Marktes Buttenheim. In seine Amtszeit fiel die Auszeichnung seiner Heimatgemeinde durch den Großen Preis des Mittelstandes als Kommune des Jahres 2013.
Als Quereinsteiger wurde er 1996 Mitglied der CSU. Noch im selben Jahr wurde er in den Kreistag des Landkreises Bamberg gewählt.
Nachdem Kalb im Juli 2013 von der CSU des Landkreises Bamberg als Nachfolger von Günther Denzler zum Landratskandidat aufgestellt wurde, ist er am 16. März 2014 mit 56,66 Prozent zum Landrat des Landkreises Bamberg gewählt worden.

## Familie
Johann Kalb ist seit August 1986 mit Monika Kalb verheiratet und Vater von drei Kindern. Seine Ehefrau leitet die gemeinsame Rechtsanwaltskanzlei in Hirschaid. Kalb ist auch Vorsitzender des Verwaltungsrats der Sparkasse Bamberg.